# Idaea pseudolutearia
Idaea pseudolutearia là một loài bướm đêm trong họ Geometridae.